# Lopani
Lopani (en georgiano: ლოპანი; en ruso: Лопани) o Lopani (en osetio: Лопъан) es una aldea que pertenece a la parcialmente reconocida República de Osetia del Sur, parte del distrito de Znaur, aunque de iure pertenece al municipio de Tighvi de la región de Iberia Interior de Georgia.

## Geografía
Lopani está situado en la orilla del río Lopaniskali, a 12 kilómetros de Kornisi. 

## Historia
Lopani estuvo incluida en el distrito de Znaur hasta 1991, siendo de mayoría georgiana. Después de la expulsión de la población osetia a principios de la década de 1990, la aldea estaba poblada principalmente únicamente por georgianos
Tras la guerra ruso-georgiana, algunas familias osetias que anteriormente vivían en la aldea han regresado a ella desde finales de 2010.

## Demografía
La evolución demográfica de Lopani entre 1916 y 2015 fue la siguiente:
| 61                                                       | 148 | 136 | 130 | 76 | 140 | 26 |
| (Fuente: Population of South Ossetia since Soviet times) |     |     |     |    |     |    |

Según el censo soviético de 1959, la mayoría de la población local eran georgianos. Según los distintos censos, la composición étnica del pueblo es la siguiente:
|              | 1917      | 1917       | 1989      | 1989       |
| Grupo étnico | Población | Porcentaje | Población | Porcentaje |
| ------------ | --------- | ---------- | --------- | ---------- |
| Georgianos   | 0         | 0%         | 129       | 92%        |
| Osetios      | 61        | 100%       | 11        | 8%         |
| Total        | 61        | 100%       | 140       | 100%       |